# Estoril
Estoril [ɨʃtuˈɾiɫ] ist eine Ortschaft und ehemalige Gemeinde (Freguesia) im Kreis (Concelho) von Cascais in Portugal. Es ist ein Seebad an der Costa do Estoril, der Küste im Westen der Hauptstadt Lissabon, am Rand der Region Estremadura. Estoril gilt traditionell als Rückzugsort der reichen Oberschicht.

## Wappen
In Blau eine goldene gesichtslose Sonne mit geflammten Strahlen und  darauf fünf Quinas  zu einem Kreuz gestellt.  Durch einen Wellenschnitt ist der silberne Schildfuß mit  zwei grünen  Wellen abgeteilt. Auf dem Schild ruht eine dreitürmige Mauerkrone. Die Türme sind gezinnt. Im weißen Band am Schildfuß der Ortsname in schwarzen Buchstaben „ESTORIL“.

## Geschichte
In Estoril finden sich Reste römischer Villen aus der Zeit um Christi Geburt. Ab dem 8. Jahrhundert gehörte Estoril zum Emirat, dann zum Kalifat von Córdoba. 1147 fiel Estoril nach der Belagerung von Lissabon an Alfons I., den ersten König Portugals.
Jahrhundertelang lebte Estoril vor allem von der Fischerei. Estoril war der letzte Ort ihres Heimatlandes, den die portugiesischen Entdecker sahen, wenn sie von Lissabon aus aufbrachen, und auch der erste bei ihrer Rückkehr. Festungsbauten an der Küste zeugen davon, dass sich Estoril mehrfach der Piratenangriffe erwehren musste.
Estoril war während der Zeit der Franco-Diktatur in Spanien das Exil des spanischen Thronprätendenten Juan de Borbón y Battenberg. Erst seinem Sohn, Juan Carlos war es möglich, wieder den Thron in der Heimat zu besteigen. Auch andere gestürzte Herrscher hielten in Estoril ein gepflegtes Exil, u. a. Miklós Horthy aus Ungarn, Umberto II. von Italien, der letzte bulgarische Zar Simeon von Sachsen-Coburg-Gotha und Karl II. von Rumänien.

## Kultur und Sehenswürdigkeiten
Seit dem frühen 20. Jahrhundert ist die pittoreske Küste im Umland von Estoril eine der Attraktionen des portugiesischen Fremdenverkehrs. Das Ortszentrum besteht im Wesentlichen aus mondänen Herbergen entlang palmengesäumter Alleen und endet an einem im Sommer stark frequentierten Strandabschnitt.

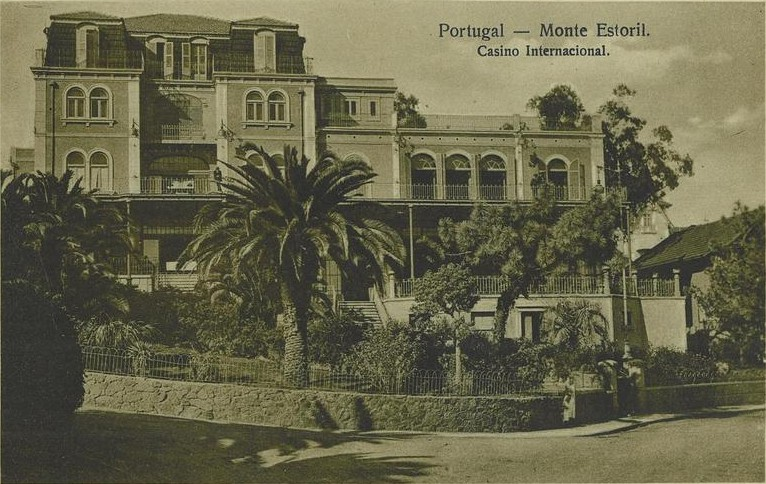
Das Grande Casino Internacional Monte Estoril 1920

Nachdem bereits früher hier Casinos bestanden, wurde 1931 das Casino Estoril eröffnet. Der britische Geheimdienstoffizier Ian Fleming, der später als Schriftsteller die Figur des James Bond ersann, logierte im Palacio Hotel, zu dem das Casino gehörte, um Agenten der Achsenmächte zu beschatten.  Hier wurden auch wiederholt Szenen für nationale und internationale Filme gedreht, etwa 1969 für James Bond 007 – Im Geheimdienst Ihrer Majestät. Das Casino ist auch als Veranstaltungsort für eine Vielzahl von kulturellen Ereignissen bekannt.
Das traditionsreiche Festival Cascais Jazz wurde 1990 hierher verlegt und heißt seitdem Festival de Jazz do Estoril.
Seit 2007 wird hier das Filmfestival LEFFest – Lisbon & Estoril Film Festival ausgerichtet.
Im Jahre 2009 fand in Estoril der XIX. Iberoamerika-Gipfel statt.

## Sport

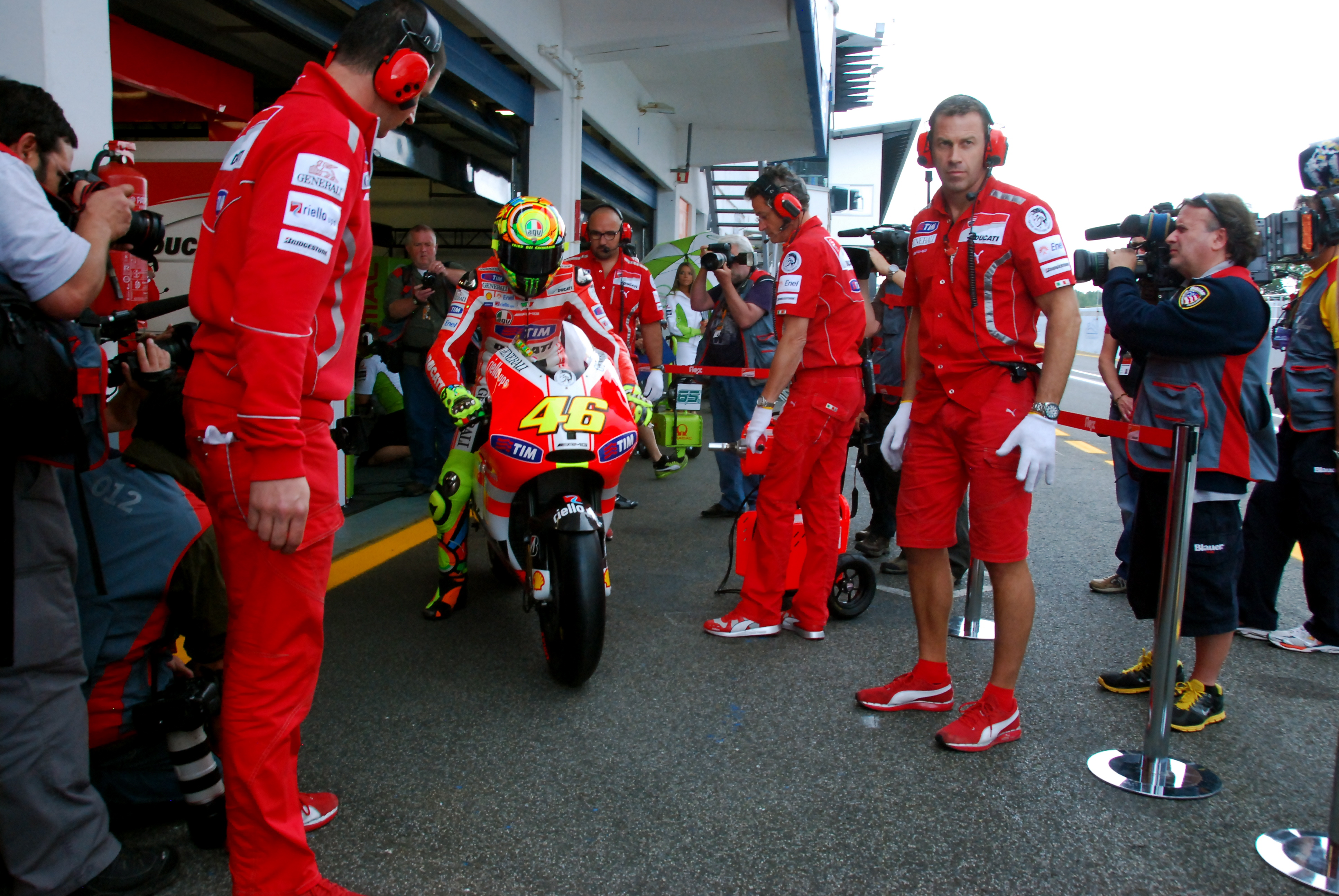
Valentino Rossi 2011 in Estoril

Nahe Estoril befindet sich der Circuito do Estoril, eine Rennstrecke, die zwar nicht mehr für Formel-1-Rennen (Großer Preis von Portugal) genutzt wird, auf der jedoch alljährlich der Große Preis von Portugal für Motorräder ausgetragen wird.
Der lokale Fußballverein Estoril Praia spielte in der Erstligasaison 2004/05 erstmals in der 1. Portugiesischen Liga, in der er nach zwischenzeitlichem Abstieg und dem Wiederaufstieg zur Saison 2012/13 wieder antritt. Seine Heimspiele trägt der Verein im Estádio António Coimbra da Mota aus.
Estoril war Gastgeber der Portugiesische Badmintonmeisterschaft 1970.
Zudem fanden von 1990 bis 2012 jedes Jahr die Tennisturniere ATP Estoril und WTA Estoril im benachbarten Kreis Oeiras statt, wurden aber Estoril Open genannt. 2013 wurde es umbenannt, ehe es ab 2016 in den Estoril Tennis Club in Estoril zog und dort seitdem regelmäßig ausgetragen wird.

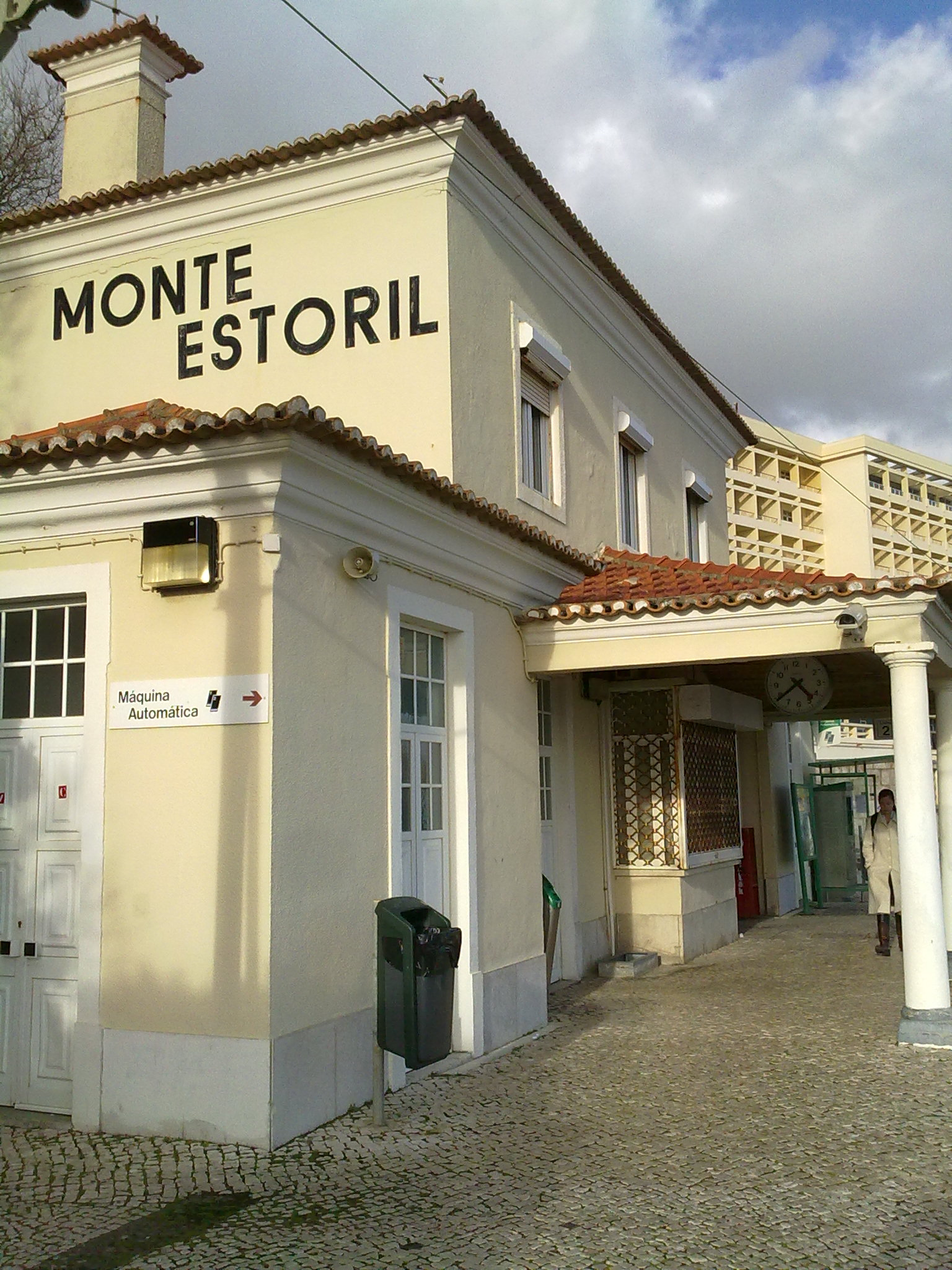
Der Bahnhof der Ortschaft Monte Estoril

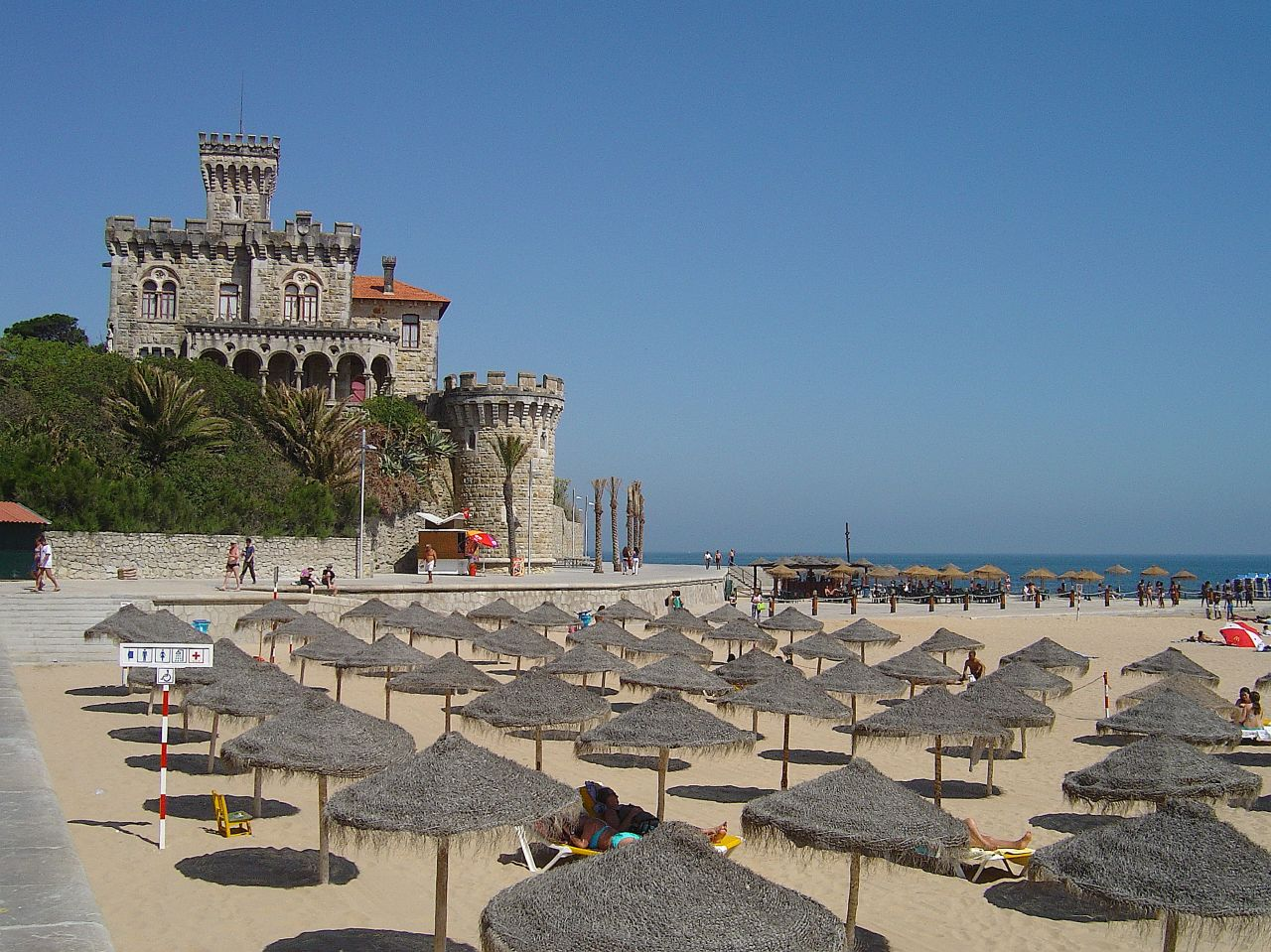
Der Strand Praia do Tamariz in Estoril

## Verwaltung
Trotz seiner dichten Besiedlung und seiner gesellschaftlichen, historischen und kulturellen Bedeutung führt Estoril weder den Status einer Stadt (Cidade) noch einer Kleinstadt (Vila).
Estoril war Sitz einer gleichnamigen Gemeinde (Freguesia) im Kreis (Concelho) von Cascais. Am 30. Juni 2011 hatte die Gemeinde 26.179 Einwohner auf einer Fläche von 8,8 km². Im Zuge der Gemeindereform in Portugal 2013 wurde die Gemeinde Estoril am 29. September 2013 aufgelöst und Cascais angegliedert.
Die folgenden Ortschaften liegen im Gebiet der ehemaligen Gemeinde Estoril:
- Alapraia
- Alto dos Gaios
- Atibá
- Bairro do Fim do Mundo
- Bairro da Martinha
- Livramento
- Monte Estoril
- São João do Estoril
- São Pedro do Estoril
- Pau Gordo

## Verkehr
Über die S-Bahn-ähnlichen Vorortzüge der Linha de Cascais entlang der Küste ist der Bahnhof Estoril mit Lissabon (Estação Cais do Sodré) im Osten und dem westlicher gelegenen Cascais verbunden. Die Fahrzeit beträgt ca. 40 Minuten.
Die Autobahn A5 führt mit eigener Abfahrt an Estoril vorbei.

## Söhne und Töchter Estorils
- António Augusto da Ascensão Mendonça (* 1954), Professor und Politiker
- Carlos Barretto (* 1957), Jazzmusiker
- Fernando Fragata (* 1969), Filmregisseur